# Seznam osebnosti iz Občine Mozirje
Seznam osebnosti iz občine Mozirje vsebuje osebnosti, ki so se rodile, delovale ali umrle v občini Mozirje.

## Religija
- Jožef Žehel, pripovednik, duhovnik (1824, Gornji Grad – 1898, Mozirje)
- Janez Goličnik, narodni gospodar, duhovnik, čebelar (1737, Mozirje) – 1807, Griže)
- Christian Gostečnik, frančiškan, duhovnik, teolog, psiholog in pedagog (1955, Šmihel nad Mozirjem)
- Ivan Lipold, duhovnik, politik (1842, Mozirje – 1897, Bistrica ob Sotli)
- Matija Lipold, teolog in filozof (1842, Mozirje – 1897, Sv. Peter pod Sv. gorami)

## Umetnost
- Ciril Cesar, kipar, industrijski oblikovalec (1923, Mozirje)
- Ivan Cesar, podobar (1864, Mozirje – 1936, Mozirje)
- Ivan Vavher, podobar, mizar (1803, Šmihel nad Mozirjem – 1867, Radegunda – Trnavče)

## Izobraževanje
- Zlata Dolinar-Osole, antropologinja, redna profeosrica (1921, Šmihel nad Mozirjem – 2007, Logatec)
- Franc Praprotnik, šolnik, sadjar (1849, Andraž nad Polzelo – 1933, Mozirje)
- Daniel Dane Melavc, ekonomist, profesor in nekdanji rektor Univerze v Mariboru (1932, Mozirje – 2019)

## Književnost
- Tone Čokan,  pesnik, prevajalec (1916, Loke pri Mozirju – 1942, neznano kje na Dolenjskem)
- Žiga Laykauf, pesnik, publicist (1868, Mozirje – 1938, Mozirje)
- Vladimir Levstik, rojen kot Ciril Levstik, pisatelj, pesnik in prevajalec (1886, Šmihel nad Mozirjem – 1957, Celje)
- Jožef Lipold, pesnik, ljudski pevec, duhovnik (1786, Mozirje – 1855, Rečica ob Savinji)
- Florijan Vodovnik, pesnik (1824, Radegunda – 1884, Gradec, Štajerska, Avstrija)

## Naravoslovje
- Marko Vincenc Lipold, montanist, geolog (1816, Mozirje – 1883, Idrija)

## Medicina
- Ivan Krstnik, Brložnik de et in Pernberg, zdravnik (Mozirje – Ried, Bavarska, Nemčija), nemško Johann Baptist Werloschnig

## Gospodarstvo
- Lukež Mikek, zidarski mojster (1803, Mozirje – 1869, Mozirje)

## Politika
- Jože Goričar, diplomat in publicist (1873, Mozirje, Avstro-Ogrska – 1955, Ljubljana, Federativna ljudska republika Jugoslavija)
- Janez Lipold, politik, župan (1811, Mozirje – 1878, Mozirje)

## Estrada
- Alya, rojstno ime Alja Omladič, pop pevka (1983, Mozirje)

## Osebnosti, ki so pustile sled
- Angelos Baš, etnolog, zgodovinar, visokošolski učitelj (1926, Tabor – 2008, Ljubljana), nagrada občine Mozirje (1976)
- Fortunat Bergant, slikar (1721, Mekinje – 1769, Ljubljana), umetnina v cerkvi sv. Jurija, 1763, ž. c. Mozirje
- Matija Bradaška, slikar, rezbar, fotograf (1852, Lučine – 1915, Kranj), leta 1889 je v Mozirju naslikal križev pot
- Jože Curk, umetnostni zgodovinar, konservator (1924, Vipava – 2017, Ljubljana), topografska obdelava Mozirja
- Leopold Kemperle, časnik, publicist (1886, Hudajužna – 1950, Trst, Furlanija - Julijska krajina, Italija), nekaj časa je živel v Mozirju, kjer je bil vodja begunske naselbine
- Friderik Rolle, geolog, paleontolog (1827, Bad Homburg vor der Höhe, Nemčija – 1887, Bad Homburg vor der Höhe, Nemčija), v Mozirju odkril tri nove vrste školjk iz morskih plasti in novo vrsto rib
- Fran Spiller-Muys, pravnik, sodnik, agronom (1885, Ljubljana – 1950, Ljubljana), v Mozirju je leta 1924 uvedel Planšarske dneve in zbore
- Ferdinand Stuffleser, podobar (1855–1929), ustvaril kipe za kapelo v Mozirju (1890) in orjaški kip za vel. oltar v cerkvi sv. Jurija (1892)
- Friedrich Teller, geolog, paleontolog (1852, Karlovi Vari, Češka – 1913, Dunaj, Avstrija), posebne zasluge ima pri izdelavi geol. specialk, leta 1898 je karto izdelal tudi za Mozirje